# Carpodetus
Carpodetus es un género  de arbustos o pequeños árboles pertenecientes a la familia Rousseaceae.

## Especies
A continuación se brinda un listado de las especies del género Carpodetus aceptadas hasta noviembre de 2011, ordenadas alfabéticamente. Para cada una se indica el nombre binomial seguido del autor, abreviado según las convenciones y usos.
- Carpodetus amplus Reeder
- Carpodetus arboreus (Lauterb. & K.Schum.) Schltr.
- Carpodetus archboldianus Reeder
- Carpodetus denticulatus (Ridl.) Reeder
- Carpodetus flexuosus (Ridl.) Reeder
- Carpodetus fuscus Reeder
- Carpodetus grandiflorus Schltr.
- Carpodetus major Schltr.
- Carpodetus montanus (Ridl.) Reeder
- Carpodetus pullei Schltr.
- Carpodetus serratus J.R.Forst. & G.Forst.